# سایبرکانکت۲
سایبرکانکت۲ (انگلیسی: CyberConnect2) شرکت بازی ویدئویی ژاپنی است، که در سال ۱۹۹۶ تأسیس شد.